# Маслівка (Воронезька область)
Маслівка (рос. Масловка) — село у Лискинському районі Воронезької області Російської Федерації.
Населення становить 234 особи (2010). Входить до складу муніципального утворення Нижньоікорецьке сільське поселення.

## Історія
Населений пункт розташований у межах українського етнічного та культурного регіону Східної Слобожанщини. До Перших визвольних змагань належав до Воронезької губернії.
Від 1928 року належить до Лискинського району, спочатку в складі Центрально-Чорноземної області, а від 1934 року — Воронезької області.
Згідно із законом від 15 жовтня 2004 року входить до складу муніципального утворення Нижньоікорецьке сільське поселення.

## Населення
| 2010 |
| ---- |
| 234  |